# ایون آر تی
ایون آر تی (انگلیسی: Aion RT) یک سدان برقی سایز متوسط است که توسط خودروساز چینی GAC Aion، یکی از شرکت‌های تابعه جی‌ای‌سی تولید می‌شود.